# Черниця (роман)
Черниця (також називається «Мемуари черниці») — французький роман XVIII століття, написаний Дені Дідро. Завершений приблизно в 1780 році. Вперше опублікований Фрідріхом Мельхіором Ґріммом у 1792 році (через вісім років після смерті Дідро) у його журналі Correspondance littéraire у Саксонії, а згодом у 1796 році у Франції. 
Українською романи «Черниця» та «Небіж Рамо» вперше опублікувало видавництво «Дніпро» в 1963 році у перекладі з французької І. Ковтунової. У 2024 році видавництво «Ще одну сторінку» опублікувало ці романи вже в перекладі В. Підмогильного. 

## Підґрунтя
Роман починався не як твір для літературного споживання, а як складний практичний жарт, спрямований на те, щоб заманити маркіза де-Круамара, супутника Дідро, назад до Парижа. Роман складається з низки листів нібито від черниці Сюзанни, яка благає маркіза допомогти їй відмовитися від обітниць і описує своє нестерпне життя в монастирі, до якого її віддали проти її волі.  
У 1758 році маркіз втягнувся в суперечливу справу, коли черниця Маргарет де-Ламар намагалася звільнитися від своїх обітниць і повернутися до суспільства. Маркіз жалів Маргариту і безуспішно силкувався використати свій політичний вплив для її звільнення. Програвши справу в 1758 році, Маргарет була змушена залишитися в монастирі до кінця свого життя. Дідро використав Маргарет де-Ламар як прототип для Сюзанни, думаючи, що йому вдасться переконати Круамара повернутися до Парижа, щоб врятувати Сюзанну від її страждань у монастирі. 
Згодом цей розіграш перетворився на пристрасний проєкт для Дідро, у якому він ідентифікує себе як жінку.  Пізніше Дідро переробив листи в роман, який описує корупцію, яка нібито поширена серед духовенства та релігійних установ. Коли Дідро публічно визнав свою роль у шахрайстві, маркіз посміявся над цим викриттям, що не дивно, оскільки він зі зразковим співчуттям і великодушністю був готовий допомогти уявній Сюзанні. 

## Сюжет
Марія-Сюзанна Сімонен, яка живе у вісімнадцятому столітті, — розумна й чутлива шістнадцятирічна француженка, яку батьки змушують проти її волі відправитися в католицький монастир. Батьки Сюзанни спочатку повідомляють, що відправляють її до монастиря з фінансових причин, заявляючи, що для неї дешевше стати черницею, ніж давати за неї придане. Однак, перебуваючи в монастирі, Сюзанна дізнається, що насправді вона там тому, що вона позашлюбна дитина, оскільки її мати вчинила перелюб з іншим чоловіком. Відправляючи Сюзанну до монастиря, її мати вважала, що зможе загладити свої гріхи, використавши доньку як жертву для свого спасіння.
У монастирі Сюзанна зазнає принижень, переслідувань і насильства, оскільки відмовляється скласти обітницю релігійної громади. Сюзанна погоджується вступити в сестринство, однак її поміщають в ізоляцію на шість місяців за її небажання прийняти обітницю. Зрештою Сюзанна починає товаришувати з настоятелькою, сестрою де-Моні, яка вислуховує страждання Сюзанни. За кілька днів до її смерті сестра де-Моні втішає Сюзанну молитвою та своїм розумінням мук Сюзанни в монастирі.
Сестру де-Моні змінила сестра Сент-Крістін, яка не поділяє такого співчуття до Сюзанни, як її попередниця. Насправді нова настоятелька звинувачує Сюзанну у смерті сестри де-Моні та у заворушеннях, з якими стикається монастир під новим керівництвом. Сестра Сент-Крістін фізично та психічно цькує Сюзанну майже до смерті.
Сюзанна зв'язується зі своїм адвокатом, месьє Манурі, який намагається законним шляхом спекатися її обітниць. Вона програє судову справу, однак мосьє Манурі вдається перевести Сюзанну в інший монастир, Сент-Етроп, звільнивши її від переслідувань сестри Сент-Крістін. У монастирі Сент-Етроп виявляється, що настоятелька є лесбійкою, і вона стає прихильною до Сюзанни. Настоятелька намагається спокусити Сюзанну, але її невинність і цнотливість зрештою доводять настоятельку до божевілля, що призводить до її смерті.
Сюзанна втікає з монастиря Сент-Етроп за допомогою духівника. Після звільнення вона живе в страху, що її схоплять і повернуть до монастиря, чекаючи на допомогу маркіза де-Круамара. 

## Тематика
Найімовірніше, Дідро був атеїстом, тому він використав роман, щоб привернути увагу до ймовірної корумпованості інституцій католицької церкви, які сприяли ієрархічній динаміці влади між настоятелькою та дівчатами, які змушені складати обітниці. Дідро зображує життя в монастирі нестерпним, негуманним і сексуально репресивним. Події в романі відбуваються у Франції, коли уряд примушував дотримуватись релігійних обітниць. 

## Екранізації
Роман був кілька разів екранізований: в 1966 році як «Черниця» Жака Ріветта, у головних ролях ― Анна Каріна та Лізелотта Пульвер, і в 2013 році як «Черниця» з Полін Етьєн у головній ролі. Роман також був натхненням для фільму «Собор грішників» 1986 року Джо Д'Амато.